# Cypher (comics)
Cypher is het alter ego van comicpersonage Douglas Ramsey, een van de New Mutants. Zijn kracht is dat hij alles kan vertalen wat hij wil. Alle talen van de wereld en daarbuiten, zowel gesproken als geschreven. Zelfs de moeilijkste computercodes vertaalt hij feilloos. Hij gebruikt geen wapens.
Hij heeft blond haar en blauwe ogen. Zijn eerste verschijning (als Ramsey) was in New Mutants #13 (1984). Hij dook voor het eerst op als Cypher in New Mutants Annual #1 (1984).